# Li Jue (Kwomintang)
Li Jue (1900-1987) was een Chinees luitenant-generaal.
Li kwam uit Yunnan en had verschillende hoge posten in het leger van de Kwomintang. In 1949 liep hij over naar het Volksbevrijdingsleger van Mao Zedong.